# Symmachia multesima
Espèce
Symmachia multesima est un insecte lépidoptère appartenant à la famille  des Riodinidae et au genre Symmachia.

## Taxonomie
Symmachia multesima a été décrit par Hans Ferdinand Emil Julius Stichel en 1910.

## Description
Symmachia multesima est un papillon aux ailes antérieures pointues avec un bord costal convexe, au  dessus de couleur rouge très ornementé de noir avec trois griffes translucides à l'apex des ailes antérieures. Le dessus des ailes antérieures est noir avec une plage rouge à taches noires le long du bord interne. Les dessus des ailes postérieures est rouge taché de noir et bordé de noir sur le bord costal et le bord interne. L'extrémité de l'abdomen est rouge.
Le revers est noir à damiers bleu clair, rares sur les ailes antérieures, couvrant l'ensemble des ailes postérieures avec une ligne submarginale d'ocelles en triangle centrés d'un gros point noir.

## Écologie et distribution
Symmachia multesima est présent en Colombie, au Brésil et en Guyane,.

### Protection
Pas de statut de protection particulier.